# Граф де Фуэнсалида

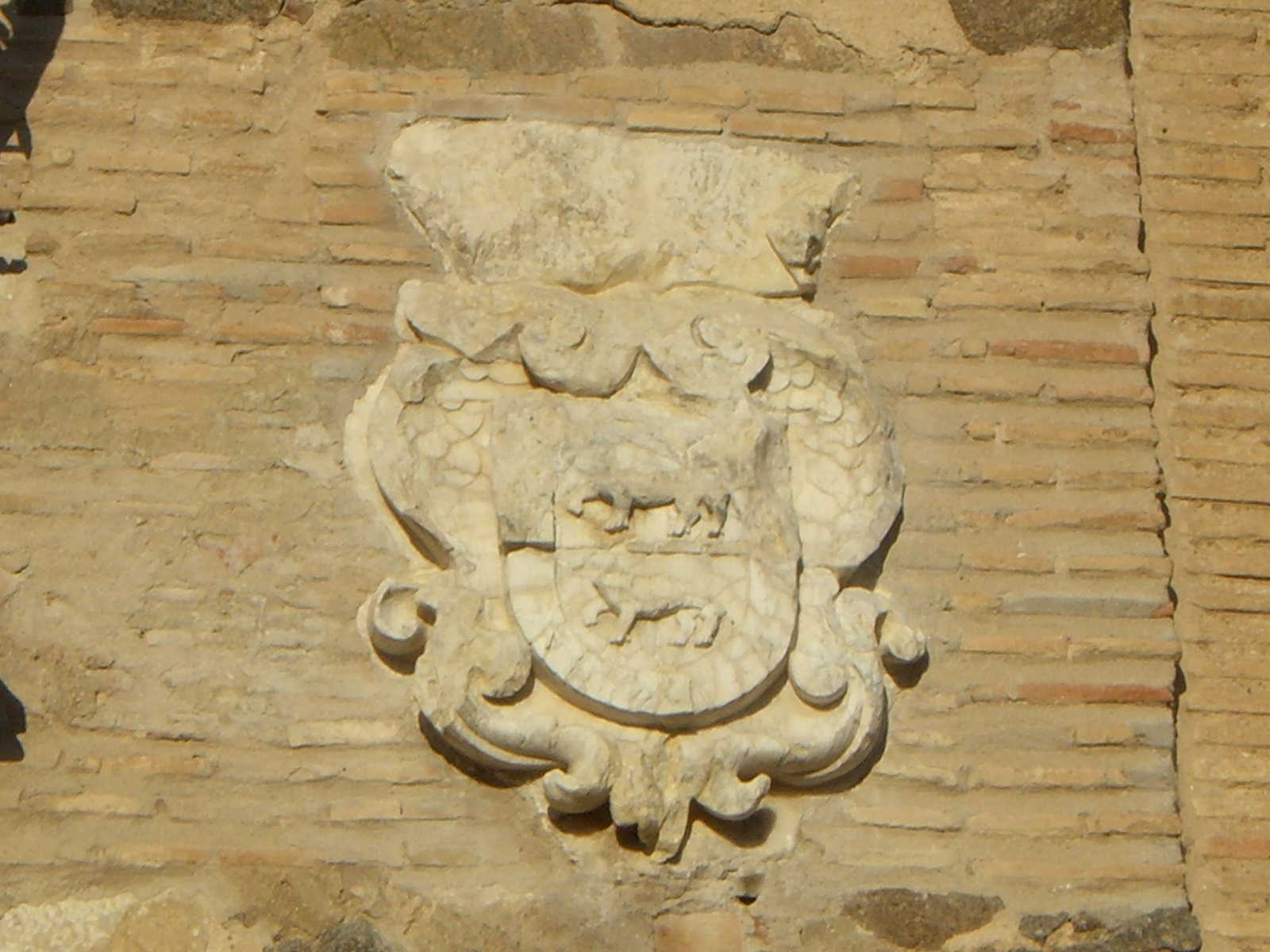
Герб графов де Фуэнсалида

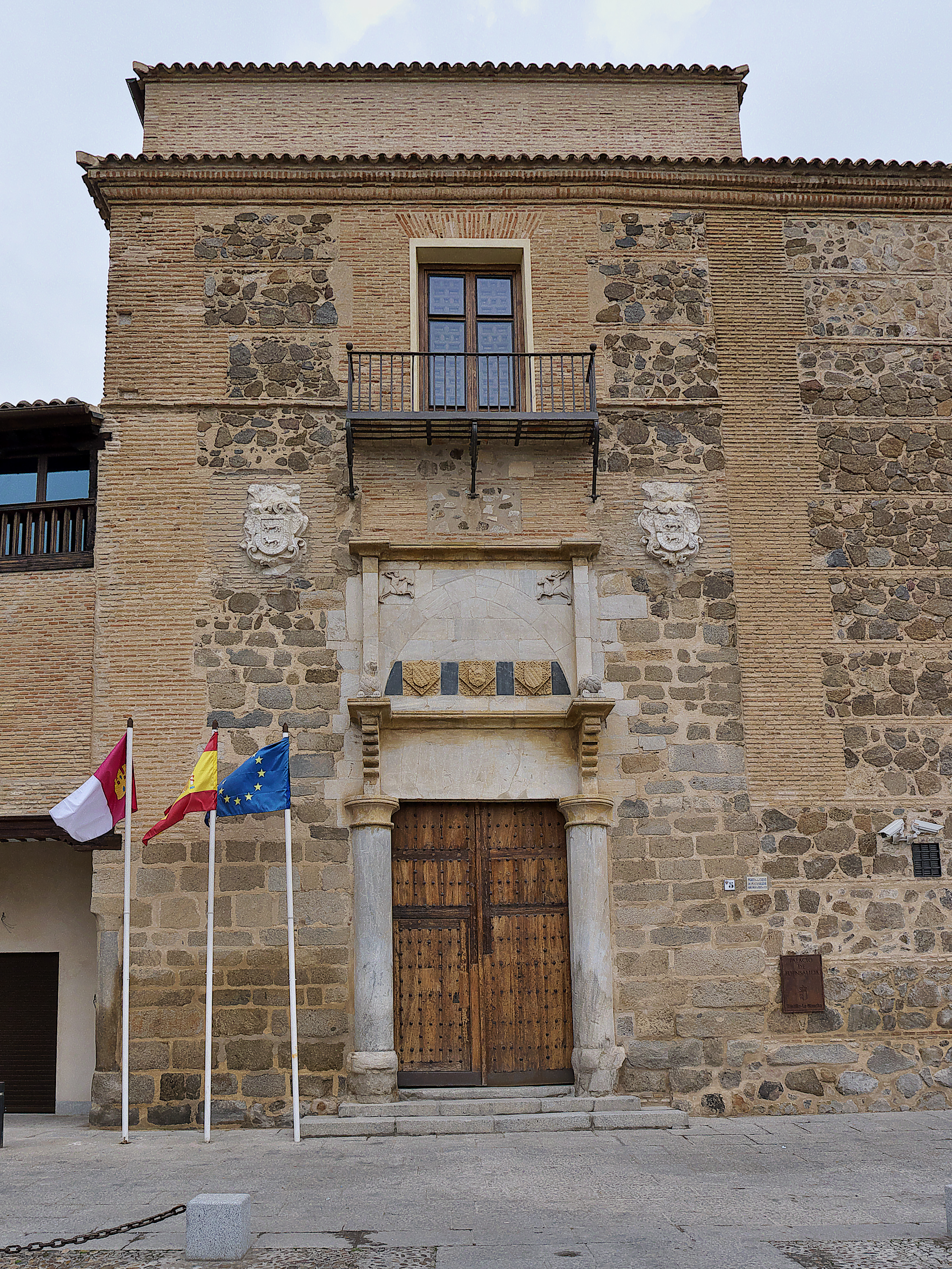
Дворец Фуэнсалида в Толедо, построенный Педро Лопесом де Айала и Кастаньеда, 1-м графов де Фуэнсалида

Герб муниципалитета Фуэнсалида, провинция Толедо, автономное сообщество Кастилия-Ла-Манча

Граф де Фуэнсалида — испанский дворянский титул. Он был создан 20 ноября 1470 года королем Кастилии Энрике IV для Педро Лопеса де Айала Кастаньеда, 2-го сеньора де Фуэнсалида.
Название графского титула происходит от названия муниципалитета Фуэнсалида, провинция Толедо, автономное сообщество Кастилия-Ла-Манча (Испания).
В 1445 году король Кастилии Энрике IV передал сеньорию де Фуэнсалида Педро Лопесу де Айала и Гусману «Эль-Туэрто», сыну Лопеса де Айяла, сеньора де Айяла, и Леонор де Гусман, который, таким образом, стал первым сеньором де Фуэнсалида.
4 мая 1637 года король Испании Филипп IV передал титул гранда Испании Педро Лопесу де Айала и Суньиге, 7-му графу де Фуэнсалида и мэру Толедо.

## Сеньоры де Фуэнсалида
- Педро Лопес де Айала Эль-Туэрто[исп.] (? — 1450), 1-й сеньор де Фуэнсалида, Педро Лопеса де Айала (1332—1407), и Леонор де Гусман, был женат на Эльвире де Кастаньеда.
- Педро Лопес де Айала Эль-Сордо[исп.] (? — 1484), 2-й сеньор де Фуэнсалида, сын предыдущего и Эльвиры де Кастаньеда, был женат на Марии де Сильва. В 1470 году король Кастилии Энрике IV возвысил сеньорию де Фуэнсалида в ранг графства.

## Графы де Фуэнсалида
- Педро Лопес де Айала Эль-Сордо[исп.] (? — 1484), 1-й граф де Фуэнсалида. Сын Педро Лопеса де Айалы, 1-го сеньора де Фуэнсалида, и Эльвиры де Кастаньеда.
  - Супруга — Мария де Сильва Менесес, дочь Альфонсо Тенорио де Сильвы, сеньора де Барсиенсе, и Гиомар де Менесес и Толедо

- Педро Лопес Айала и Сильва (? — ?), 2-й граф де Фуэнсалида, сын предыдущего
  - Супруга — Каталина Перес де Гамбоа и Барахона

- Педро Лопес де Айала и Каррильо (? — ?), 3-й граф де Фуэнсалида. Сын Алонсо де Сильвы и Айалы, комендадора Аламбры и Соланы, и Марии Каррильо, племянник 2-го графа де Фуэнсалида
  - Каталина Манрике и Альмада, дочь Гарси Фернандеса Манрике де Лара, 1-го маркиза де Агилар-де-Кампоо, 3-го графа де Кастаньеда, и Бритес Альмады

- Мария Лопес де Айала и Каррильо (1460 — ?), 4-я графиня де Фуэнсалида. Сестра предыдущего, дочь Алонсо де Сильвы и Айалы, комендадора Аламбры и Соланы, и Марии Каррильо
  - Супруг — Фадрике Манрике де Суньига и Рибаденейра, сын Альваро Антонио де Суньиги и Манрике, капитан-генерала Каталонии, и Каталины де Рибаданейра.

- Педро Лопес де Айала и Манрике де Лара (ок. 1510—1599), 5-й граф де Фуэнсалида. Сын Альваро де Айала и Каталины Манрике де Лара, внук 4-й графини де Фуэнсалида.
  - Супруга — Магдалена де Карденас (? — 1574), дочь Диего де Карденаса, 1-го герцога де Македа, и Менсии Пачеко де Ороско Веласко

- Педро Лопес де Айала и Карденас (? — ?), 6-й граф де Фуэнсалида, сын предыдущего и Магдалены де Карденас
  - Супруга — Мария де Суньига Пачеко, дочь Гутьерре де Суньиги и Карденаса, 1-го сеньора де Македа, и Херонимы Тельес-Хирон.

- Педро Лопес де Айала и Суньига[исп.] (1582—1651), 7-й граф де Фуэнсалида, сын предыдущего и Марии де Суньиги Пачеко
  - Супруга — Франсиска Луиза Портокарреро, 6-я маркиза де Вильянуэва-дель-Фресно (брак бездетный).

- Бернардино де Веласко и Айала (? — 1662), 8-й граф де Фуэнсалида. Сын Антонио де Веласко и Рохаса, сеньора де Вильориас и Кампос, и Херонимы де Айала, внук по материнской линии 5-го графа де Фуэнсалида
  - Супруга — Изабель де Бенавидес Веласко и Мендоса, дочь Луиса де Бенавидеса и Кортеса, 4-го маркиза де фромиста, и Анны Каррильо де Толедо, 2-й маркизы де Карасена
  - Супруга — Анна Мария де Веласко и де ла Куэва, дочь Габриэля де Веласко и Порраса, 7-го графа де Сируэла, и Виктории Пачеко и Колонна

- Франсиско де Веласко Айала и Карденас (? — 1667), 9-й граф де Фуэнсалида, сын предыдущего

- Антонио де Веласко Айала и Карденас (? — ?), 10-й граф де Фуэнсалида, младший брат предыдущего
  - Супруга — Мария де лос Ремедиос Тереза Пласида де ла Куэва и Энрикес (1644—1690)

- Франсиско Николас де Веласко Айала и Карденас (? — ?), 11-й граф де Фуэнсалида, сын предыдущего
  - Супруга — Франсиска Мария Мануэла Фернандес де Кордова и Фернандес де Кордова (1679—1722), 8-я графиня де лас Посадас, дочь Феликса Фернандеса де Кордовы, 12-го графа де Кабра, и Франсиски Фернандес де Кордовы и Рохас, 7-й маркизы де Гуада

- Феликс де Веласко и Айала (? — 1735), 12-й граф де Фуэнсалида, сын предыдущего
  - Супруга — Бернарда Доминга Сармьенто де Вальядарес и Монтесума, 3-я герцогиня де Атриско (1694—1752), дочь Хосе Сармьенто де Вальядареса и Аринеса, 1-го герцога де Атриско, вице-короля Новой Испании, и Марии Андреа де Гусман

- Мануэль де Веласко Лопес де Айала (1697—1746), 13-й граф де Фуэнсалида, сын предыдущего
  - Супруга — Изабель Мария Пио де Савойя, 7-я маркиза де Кастель-Родриго (1719—1799), дочь Франческо Пио ди Савойя, 6-го маркиза де Кастель-Родриго, и Хуаны Спинолы и де ла Серда

- Хуан Баутиста Сентурион и Фернандес де Веласко (1718—1785), 14-й граф де Фуэнсалида, 7-й маркиз де Эстепа, 7-й маркиз де Лаула, 4-й маркиз де Касасола-дель-Кампо, сын Дочь Мануэля Сентуриона и Ариаса Давилы, 6-го маркиза де Эстепа, и Марии Леонор де Веласко Айала и Фернандес де Кордова, внук 11-го графа де Фуэнсалида.

- Мария Луиза Мануэла Антония Тереза Франсиска де Асис Сентурион и Веласко (1716—1799), 15-я графиня де Фуэнсалида, 8-я маркиза де Эстепа, 8-я маркиза де Лаула. Сестра предыдущего, дочь Мануэля Сентуриона и Ариаса Давилы, 6-го маркиза де Эстепа, и Марии Леонор де Веласко Айала и Фернандес де Кордова, внучка 11-го графа де Фуэнсалида.
  - Супруг — Фелипе Лопес Пачеко и де ла Куэва (1727—1798), 12-й герцог де Эскалона, 12-й маркиз де Вильена

- Диего Пачеко Тельес-Хирон Гомес де Сандоваль (1754—1811), 16-й граф де Фуэнсалида, 13-й герцог де Эскалона, 13-й герцог де Фриас и 8-й герцог де Уседа. Сын Андреса Мануэля Алонсо Пачеко Тельес-Хирона и Толедо (1728—1789), 7-го герцога де Уседа, и Марии Портерии Фернандес де Веласко и Пачеко (? — 1796), 9-й графини де Пеньяранда-де-Бракамонте.
  - Супруга — Франсиска де Паула де Бенавидес и Фернандес де Кордова (1763—1827), дочь Антонио де Бенавидеса, 2-го герцога де Сантистебан-дель-Пуэрто, и Анны Марии Фернандес де Кордовы, дочери 11-го герцога де Мединасели.

- Бернардино Фернандес де Веласко и Бенавидес (1783—1851), 17-й граф де Фуэнсалида, 14-й герцог де Фриас, 14-й герцог де Эскалона, 9-й герцог де Уседа, 18-й граф де Кастильново. Единственный сын предыдущего
  - Супруга — Марианна де Сильва Базан и Вальдштейн, дочь Хосе Хоакина де Сильвы-Базана, 9-го маркиза де Санта-Крус-де-Мудела (Первый брак бездетный).
  - Супруга — Мария де ла Пьедад Рока де Тогорес и Валькарсель, дочь 1-го графа де Пиноэрмосо.
  - Супруга — Анна Хаспе и Масиас.

- Менсия Фернандес де Веласко аль Пачеко и Балф (1867 — ?), 18-я графиня де Фуэнсалида, дочь предыдущего и Анны Хаспе и Масиас

- Хосе Мария де ла Консепсьон Фернандес де Веласко и Сфорца-Цезарини (1910—1986), 19-й граф де Фуэнсалида, 18-й герцог де Фриас, 17-й маркиз де Берланга, 20-й граф де Алькаудете. сын Гильермо Фернандеса де Веласко (1870—1937), 17-го графа де Оропеса, и Каролины Сфорца (1871—1929)
  - Супруга — Мария дель Кармен де Сильва и Аслор де Арагон (1913—2003), дочь Луиса Марии де Сильвы и Карвахаля, 3-го герцога де Миранда, и Марии Аслор де Арагон и Уртадо де Сальдивар, 13-й графини де Синаркас.

- Анхела Мария Тельес-Хирон и Дуке де Эстрада (1925—2015), 20-я графиня де Фуэнсалида (до 1999 года), 14-я герцогиня де Уседа, 16-я герцогиня де Осуна, 20-я герцогиня де Медина-де-Риосеко, 17-я герцогиня де Бенавенте, 16-я герцогиня де Аркос, 19-я герцогиня де Гандия, 19-я герцогиня де Эскалона, 18-я маркиза де Берланга, 14-я маркиза де Бельмонте, 19-я маркиза де Вильена, 12-я маркиза де Хабалькинто, 18-я маркиза де Фречилья и Вильяррамьель, 19-я маркиза де Ломбай, 15-я маркиза де Фромиста. Единственная дочь Мариано Тельес-Хирона и Фернандеса де Кордовы, 15-го герцога де Осуна (1887—1931), и Петры Дуке Эстрады и Морено, маркизы де Вильяпанес (1900—1985).
  - Супруг — Педро де Солис-Бомонт и Лассо де ла Вега (1916—1959).
  - Супруг — Хосе Мария Латорре и Монтальво (1925—1991), 6-й маркиз де Монтемусо и 8-й маркиз де Алькантара-дель-Куэрво.

- Хосе Луис Перес де Айала и Лопес де Айала (род. 1931), 21-й граф де Фуэнсалида (с 17 мая 1999 года), 17-й граф де Седильо. Сын Марии Хосефины Лопес де Айала и Моренес (1900—1988), 16-й графини де Седильо, и Педро Мигеля Переса де Айала.